# Длинное (озеро, Антарктида)
Длинное — озеро в восточной Антарктиде, расположенное на Берегу Принцессы Астрид, оазис Ширмахера.
Озеро исследовано и названо во время Советской Антарктической экспедиции в 1961 году.